# خاوی ونتا
خاوی ونتا (انگلیسی: Javi Venta؛ زادهٔ ۱۳ دسامبر ۱۹۷۵) بازیکن فوتبال اهل اسپانیا است.
از باشگاه‌هایی که در آن بازی کرده‌است می‌توان به باشگاه فوتبال لوانته، باشگاه فوتبال رئال اویدو، باشگاه فوتبال برنتفورد، باشگاه ورزشی تنریف، و باشگاه فوتبال ویارئال اشاره کرد.